# Игнат Емануилов
Игнат Емануилов Игов е български ветеринарен лекар и микробиолог, университетски преподавател, учен от БАН.
Дългогодишен ръководител е на  катедра „Хигиена и технология на хранителните продукти от животински произход“ във Висшия ветеринарномедицински институт в София и декан на Ветеринарномедицинския факултет. Избран е за член-кореспондент (1949) и академик (1961) на Българската академия на науките.
Емануилов е член на БОНСС, на БКП, на партийната Комисия по наука и образование при ЦК на БКП и на бюрото на VIII районен комитет на БКП (студенти). Председател е на Софийското българо-съветско дружество (1947), съосновател на Съюза на българо-съветските дружества.
Избран е за депутат в VI велико народно събрание от Годечкия район.

## Биография
Роден е в Комщица, Царибродско, на 18 септември 1908 г. Той е най-малкото 4-то дете в семейството на свещеника Емануил Игов и неговата съпруга Руска Апостолова. Всичките деца в семейството завършват висше образование. Екатерина завършва философия в Софийския университет, Александър – медицина, бъдещата скулпторка Васка Емануилова – Художествената академия.
През 1927 г. Игнат завършва с отличие Първа мъжка гимназия в София. През същата година се записва като студент по химия в Софийския университет, а през следващата година се прехвърля да учи ветеринарна медицина. През 1933 г. се дипломира във Ветеринарномедицинския факултет на Софийския университет.
След дипломирането си е назначен за участъков ветеринарен лекар в с. Шишманово. Едновременно с работата си като участъков ветеринарен лекар специализира вътрешни болести в клиниката на факултета, по-късно специализира микробиология в Районния ветеринарен институт във Велико Търново.
През 1934 г. постъпва като асистент в катедрата по патологична анатомия на Софийски университет. През учебната 1938/1939 г. специализира патология в Хумболтовия университет. След завръщането си от Берлин през 1939 г. Емануилов е избран за доцент в Института по контрол на съестните продукти от животински произход. Въвежда и преподава първия в България учебен курс по бактериологичен месопреглед.
През 1944 г. е избран за професор. През периода 1945 – 1953 г. е декан на Ветеринарномедицинския факултет, а през периода 1951 – 1953 г. е ръководител на  катедрата по хигиена и технология на хранителните продукти от животински произход във факултета. По негово предложение в подготовката на студентите по ветеринарна медицина е въведена дисциплината ветеринарна радиобиология.
През 1949 г. Емануилов е избран за член-кореспондент на Българската академия на науките. Взема активно участие в гоненията срещу български генетици и налагането на възгледите на Трофим Лисенко, на Биологическата конференция на БАН. От 1950 до 1958 г. е заместник-секретар на Отделението за биологически и медицински науки на БАН.
През 1951 г. получава Димитровска награда за научния труд „Бактерийните протеази и тяхното приложение в сиренарството“.
През 1953 г. преминава на работа в Института по микробиология „Стефан Ангелов“ при Българската академия на науките като ръководител на секция „Полезни микроорганизми“, по-късно реорганизирана в „Метаболизъм и биохимия на микроорганизмите“. През 1953 – 1962 г. е заместник-директор, а през 1962 – 1963 г. е директор на института.
През 1960 г. организира и председателства първата Международна научна конференция по витамините в България.
През 1961 г. е избран за академик. От 1958 до 1961 г. в БАН е секретар на Отделението за биологически и медицински науки, а от 1961 до 1966 г. – на Отделението за биологически науки.
На IX международен конгрес по микробиология в Москва през 1966 г. е избран за член на Комисията по номенклатура на микроорганизмите. По негово предложение България става член на Международната асоциация на микробиолозите.
Загива при самолетна катастрофа край Братислава на 24 ноември 1966 г.

## Политическа дейност
След Първата световна война семейството на Емануилов се преселва от Западните покрайнини в София. Живеят в разни квартири в бедния работнически квартал „Хаджи Димитър“. По-големите му братя и сестри тогава вече са студенти, със социалистически убеждения. След атентата в църквата „Света Неделя“ брат му Александър е заподозрян във връзки с комунистите и е интерниран в Годечкия край.
Като студент Емануилов членува в БОНСС, участва в студентски стачки и в демонстрации за автономия на университета, разпространява позиви на Българската комунистическа партия. Като асистент и доцент не прекъсва връзките си с комунистите. Активно участва в дейността на Съюза на ветеринарните лекари. Като секретар на Софийския клон на съюза активно подпомага Отечествения фронт. През 1941 - 1944 г. е сред инициаторите за подпомагане на Партизанското движение в България чрез Ветеринарно-скотовъдната кооперация. Редовно се информира, от чуждестранни радиостанции, за положението на Източния фронт и разпространява новините за пораженията на Третия райх във войната.
През 1944 г. Емануилов е военномобилизиран и изпратен на границата с Турция. На 9 септември 1944 г. неговата войскова част е разположена в околностите на София. Заедно с други дейци на Отечествения фронт Емануилов участва във военната дружина за ареста на царски офицери и завземането на властта. Избран е за член на войнишкия комитет.
През 1946 г. е избран за народен представител в VI велико народно събрание от Годеч от листата на Българска работническа партия (комунисти). Като депутат активно поддържа политиката и инициативите на БКП. Член на една от първите делегации от България, които посещават СССР.
Като декан на Ветеринарномедицинския факултет предлага да се четат лекции по политическа икономия, няколко години преди учебният курс да бъде въведен като задължителен от Министерството на народната просвета. Емануилов счита марксистко-ленинската подготовка на студентите за първостепенна задача и полага много усилия за организиране на преподаването на диалектически и исторически материализъм.
Игнат Емануилов е сред изявените активисти на БКП, участвали в преустройството на българската наука след 9 септември 1944 г. През октомври 1948 г. публикува поредица от статии във в. „Работническо дело“, в които критикува български генетици. През следващата 1949 г. взема активно участие в налагането на ненаучните възгледи на Трофим Лисенко на Биологическата конференция.

## Научна дейност
Изследва микроорганизми, произвеждащи ензими, антибиотици и витамини. Проучва симбиотичните и антагонистичните взаимоотношения между бактериите и паразитите в храносмилателния тракт на домашните животни. Изследва антагонизма на млечнокиселите бактерии срещу Coli-aërogenes и Bact. mesentericus.

## Трудове
Акад. Игнат Емануилов е автор и съавтор в над 100 публикации, издадени на български, немски и руски език, сред които:
- „Изследвания върху туберкулозата по свинете и разпространението й в България.“ Годишник на Софийския университет, Ветеринарномедицински факултет. т. XV, 1938 - 1939. стр. 373 - 383
- „Zur Frage der Verbreitung der Schweinetuberkulose in Bulgarien unter besonderer Berücksichtigung der Differentialdiagnose der Lymphknotenveränderungen. Zschr. f. Infewktionskrankh. etc., LIV“, 1939, S. 258 - 301 (на немски език)
- „Витамин С в кашкавала и бялото сирене.“ Годишник на Софийския университет, Ветеринарномедицински факултет. т. XVII, 1940 - 1941. стр. 395 - 402
- „Върху жизнеспособността на салмонелните бактерии в хранителните продукти.“ Годишник на Софийския университет, Ветеринарномедицински факултет. т. XVII, 1940 - 1941. стр. 591 - 606
- „Микробиологични проучвания върху софийското краве мляко.“ Годишник на Софийския университет, Ветеринарномедицински факултет. т. XVIII, 1941 - 1942. стр. 331- 378
- „Казеолитични бактерии в софийското пазарно краве мляко.“ Годишник на Софийския университет, Ветеринарномедицински факултет. т. XIX, 1942 - 1943. стр. 97 - 129
- „Ветеринарно-санитарна експертиза на хранителните продукти от животински произход.“ Учебник. София, Наука и изобретение, 1946/1947, 432 с.
- „Върху изменчивостта на микроорганизмите.“ Известия на Съюза на научните работници, т. II, 1948 - 1949
- „Бактерийните протази и тяхното приложение в сиренарството.“ София. Известия на Микробиологическия институт на БАН. кн. 2, 1951, с. 17
- „Ветеринарно-санитарна експертиза на хранителните продукти от животински произход.“ Учебник. София, Земиздат, 1953, 492 с.
- „Ветеринарно-санитарна експертиза на хранителните продукти от животински произход.“ Учебник. София, Земиздат, 1956, 424 с.
- „Ръководство за изследване на хранителните продукти от животински произход. София,“ Земиздат, 1956, 228 с.
- „Значение на ферментите и ферментационните процеси за народното стопанство.“ Списание на БАН, кн. 1, 1958, стр. 49 - 53
- „Върху въпроса за използуването на антибиотици в животновъдството.“ Природа, кн. 3, 1960, стр. 8 - 11
- „Върху флавоноидите.“ Природа, кн. 4, 1960, стр. 10 - 13
- „Проучвания върху целулозни бактерии, биосинтезиращи витамин B12“ (1960)
- „Ръководство за изследване на хранителните продукти от животински произход.“ София, Земиздат, 1960, 126 с.